# Marco Vistalli
Marco Francesco Vistalli (Alzano Lombardo, 3 ottobre 1987) è un ex velocista italiano, specializzato nei 400 metri piani.
In carriera ha vinto 2 titoli nazionali assoluti nei 400 m piani ed uno nella staffetta 4×400 m, mentre a livello giovanile è stato medaglia d'argento con la staffetta 4×400 metri agli Europei under 23 di Kaunas 2009.

## Biografia
Cresciuto nella società Atletica Bergamo 1959 per cui ha gareggiato dal 2004 al 2009, è passato alle Fiamme Oro all'inizio del 2010 restandoci sino al 2015. Dal 2016 è tesserato per la Bergamo Stars Atletica.
Nel biennio juniores 2005-2006 ai campionati italiani di categoria fa doppietta di titoli nazionali con la staffetta 4×400 m; invece sui 400 m rispettivamente esce in batteria (2005) e termina quinto (2006). Partecipa agli assoluti di Torino 2006 come staffettista nella 4×400 m che conclude in settima posizione.
Nel 2007 ai campionati italiani conclude sesto ai nazionali universitari sui 400 m, bronzo sulla stessa distanza agli italiani promesse ed argento con la 4×400 m. Agli assoluti di Padova non supera la batteria.
In ambito internazionale giovanile gareggia con la staffetta 4×400 m agli Europei under 23 di Debrecen in Ungheria fermandosi in batteria.
Diventa campione nazionale universitario a Pisa nel 2008 sui 400 m e nello stesso anno ai campionati italiani promesse vince la medaglia di bronzo nei 400 m e quella d'argento con la 4×400 m. Invece agli assoluti di Cagliari disputa la finale dei 400 m arrivando quinto. Gareggia anche ai campionati italiani promesse indoor classificandosi settimo sui 60 m.
Nel 2009 partecipa a 5 rassegne internazionali: Europei a squadre a Leiria in Portogallo (settimo con la 4×400 m), Giochi del Mediterraneo in Italia a Pescara (quinto con la 4×400 m), Europei under 23 a Kaunas in Lituania (sesto sui 400 m e medaglia d'argento con la 4×400 m col nuovo record italiano promesse), Universiadi di Belgrado in Serbia (squalificato in finale) e DécaNation in Francia a Parigi (sesto).
Ai campionati italiani sui 400 m diventa vicecampione nazionale promesse e vince il bronzo agli assoluti di Milano (decimo con la 4×400 m).
Durante la semifinale degli Europei in Spagna a Barcellona nel 2010 ha sfiorato la qualificazione alla finale ottenendo comunque il suo attuale primato personale di 45"38, ponendosi in cima alle liste stagionali italiane e stabilendo la sesta prestazione italiana di tutti i tempi; ha gareggiato anche con la staffetta 4×400 m concludendo all'ottavo posto.
Campione italiano assoluto dei 400 m sia a Grosseto 2010 (non parte nella finale della 4×400 m) che a Torino 2011 quando ha vinto il titolo anche con la staffetta 4×400 m.
Nel giugno del 2011 arriva terzo sui 400 m agli Europei a squadre tenutosi in Svezia a Stoccolma dove conclude quinto con la staffetta 4×400 m.
Nel 2012 ha partecipato agli Europei di Helsinki in Finlandia terminando ottavo sui 400 m.
L'ultima gara presente nella sua scheda-atleta nel sito ufficiale della Federazione Italiana di Atletica Leggera è datata 21 aprile del 2014 corsa a Lodi sui 200 m col tempo di 21"90.

## Record nazionali
Promesse
- Staffetta 4×400 metri: 3'03"79 ( Kaunas, 19 luglio 2009) (Marco Vistalli, Isalbet Juarez, Domenico Fontana, Matteo Galvan)[2]

## Progressione

### 400 metri piani
| Stagione | Tempo | Luogo      | Data      | Rank. Mond. |
| -------- | ----- | ---------- | --------- | ----------- |
| 2012     | 45"70 | Velenje    | 14-6-2012 | 89º         |
| 2011     | 45"76 | Pergine    | 23-7-2011 | 81º         |
| 2010     | 45"38 | Barcellona | 28-7-2010 | 43º         |
| 2009     | 46"55 | Kaunas     | 16-7-2009 | 246º        |
| 2008     | 47"02 | Lodi       | 27-9-2008 | 442º        |
| 2007     | 47"79 | Bressanone | 16-6-2007 |             |
| 2006     | 49"44 | Rieti      | 21-7-2006 |             |
| 2005     | 50"30 | Pinerolo   | 28-5-2005 |             |
| 2004     | 52"89 | Bergamo    | 15-7-2004 |             |

## Palmarès
| Anno | Manifestazione          | Sede       | Evento      | Risultato  | Prestazione | Note  |
| ---- | ----------------------- | ---------- | ----------- | ---------- | ----------- | ----- |
| 2007 | Europei U23             | Debrecen   | 4×400 m     | Batteria   | 3'11"51     | [ 3 ] |
| 2009 | Giochi del Mediterraneo | Pescara    | 4×400 m     | 5º         | 3'06"66     | [ 4 ] |
| 2009 | Universiadi             | Belgrado   | 400 m piani | Finale     | dq          | [ 5 ] |
| 2009 | Europei U23             | Kaunas     | 400 m piani | 6º         | 46"67       | [ 6 ] |
| 2009 | Europei U23             | Kaunas     | 4×400 m     | Argento    | 3'03"79     | [ 6 ] |
| 2010 | Europei                 | Barcellona | 400 m piani | Semifinale | 45"38       | [ 7 ] |
| 2010 | Europei                 | Barcellona | 4×400 m     | 8º         | 3'04"20     | [ 7 ] |
| 2012 | Europei                 | Helsinki   | 400 m piani | 8º         | 4'04"20     | [ 8 ] |

## Campionati nazionali
- 2 volte campione nazionale assoluto dei 400 m piani (2010, 2011)
- 1 volta campione nazionale assoluto della staffetta 4×400 m (2011)
- 1 volta campione nazionale universitario dei 400 m piani (2008)
- 2 volte campione nazionale juniores della staffetta 4×400 m (2005, 2006)

2005
- In batteria ai campionati italiani juniores (Grosseto), 400 m piani - 50"68[9]
- Oro ai campionati italiani juniores (Grosseto), 4×400 m - 3'21"40[10]

2006
- 7º ai campionati italiani assoluti (Torino), 4×400 m - 3'19"29[11]
- 5º ai campionati italiani juniores (Rieti), 400 m piani - 49"91[12]
- Oro ai campionati italiani juniores (Rieti), 4×400 m - 3'18"88[13]

2007
- 6º ai campionati nazionali universitari (Jesolo), 400 m piani - 48"49[14]
- Bronzo ai campionati italiani promesse (Bressanone), 400 m piani - 47"79[15]
- Argento ai campionati italiani promesse (Bressanone), 4×400 m - 3'17"42[16]
- In batteria ai campionati italiani assoluti (Padova), 400 m piani - 48"91[17]

2008
- 7º ai campionati italiani promesse indoor (Ancona), 60 m piani - 7"02[18]
- Oro ai campionati nazionali universitari (Pisa), 400 m piani - 47"21[9]
- Bronzo ai campionati italiani promesse (Torino), 400 m piani - 47"61[19]
- Argento ai campionati italiani promesse (Torino), 4×400 m - 3'15"99[20]
- 5º ai campionati italiani assoluti (Cagliari), 400 m piani - 47"76[21]

2009
- Argento ai campionati italiani promesse (Rieti), 400 m piani - 47"12[22]
- Bronzo ai campionati italiani assoluti (Milano), 400 m piani - 47"13[23]
- 10º ai campionati italiani assoluti (Milano), 4×400 m - 3'35"95[24]

2010
- Oro ai campionati italiani assoluti (Grosseto), 400 m piani - 45"95[25]
- In finale ai campionati italiani assoluti (Grosseto), 4×400 m - dns[26]

2011
- Oro ai campionati italiani assoluti (Torino), 400 m piani - 45"88[27]
- Oro ai campionati italiani assoluti (Torino), 4×400 m - 3'11"99[28]

## Altre competizioni internazionali
2009
- 7º agli Europei a squadre ( Leiria), 4×400 m - 3'06"35[4]
- 6º al DécaNation ( Parigi), 400 m piani - 47'21"

2011
- Bronzo agli Europei a squadre ( Stoccolma), 400 m piani - 45"99[29]
- 5º agli Europei a squadre ( Stoccolma), 4×400 m - 3'05"66[30]